# 官僚派
官僚派（かんりょうは）とは、官僚出身の政治家の俗称。
自由民主党では、党人派と並ぶ二大勢力として扱われる。自由民主党の前身政党である自由党時代に首相だった吉田茂によってスカウトされた「吉田学校」の中心になったのが官僚出身議員であり、官僚派は多く吉田学校を支持していた。ただし、吉田と対立する側にも岸信介・重光葵・中曽根康弘など官僚出身議員は存在した。自民党の発足当初は吉田学校＋岸信介の官僚派と大野伴睦・河野一郎・三木武夫らの党人派という図式も存在したが、角福戦争期になると官僚出身である福田赳夫と大平正芳が党人出身である三木武夫と田中角栄をそれぞれ味方として対立するようになり、官僚対党人という図式は薄れていった。吉田茂以降も芦田均（外務省）、岸信介（商工省）、池田勇人（大蔵省）、佐藤栄作（鉄道省）、福田赳夫（大蔵省）、大平正芳（大蔵省）、中曽根康弘（内務省）と度々総理大臣を輩出したが、宮澤喜一（大蔵省）を最後に官僚出身の内閣総理大臣は誕生していない。
同時期の野党にも少数ながら官僚出身議員はいたが（和田博雄など）、官僚派というほどの勢力はなかった。また、社会党は自治労など官公労を支持基盤としており、それらの労働組合の出身議員（当然ながら公務員出身者が多かった）がいたが、彼らが官僚派と呼ばれることもなかった。